# Gaśnica halonowa

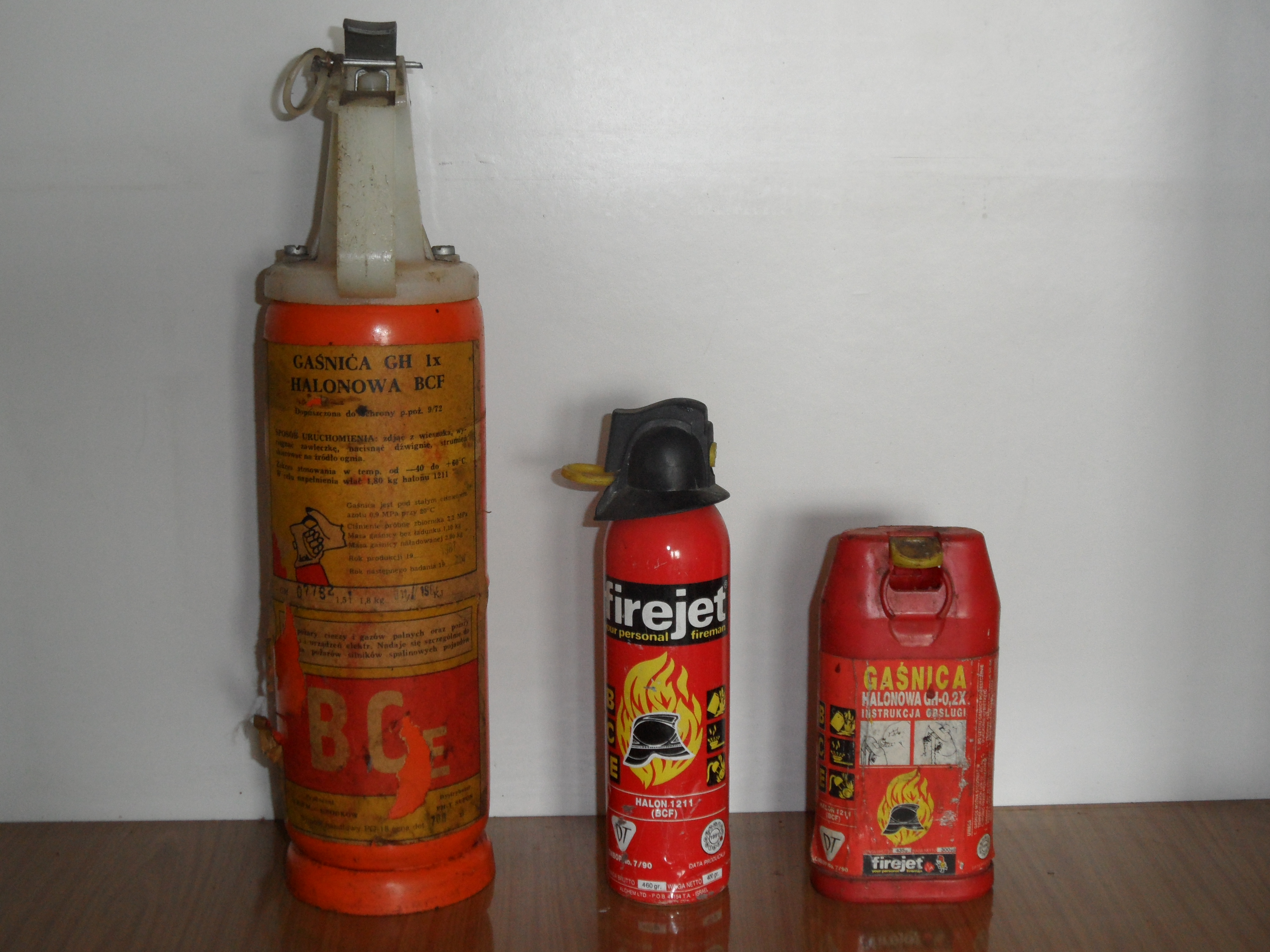
Gaśnice halonowe z lat 70.-pocz. 90. XX w.

Gaśnica halonowa – gaśnica, w której środkiem gaśniczym są halony, wyrzucane za pomocą sprężonego azotu albo pod ciśnieniem własnych par.
Działanie gaśnicze polega głównie na antykatalizie. Gaśnice tego typu przeznaczone są do gaszenia pożarów typu B i C, a także urządzeń elektrycznych. 
Gaśnice halonowe wyparły z użycia gaśnice tetrowe, jednakże nie na długo. Już w połowie lat 90. XX wieku udowodniono szkodliwy wpływ halonów na górne warstwy atmosfery (zob. dziura ozonowa) i gaśnice te, mimo dużej skuteczności, zostały na przełomie wieków wycofane ze względu na degradację środowiska naturalnego, a także powstawanie w trakcie gaszenia szkodliwych dla człowieka gazów.
W chwili obecnej na rynku dostępne są gaśnice i urządzenia na czysty środek gaśniczy HFC 236fa (FE-36), zbliżony parametrami do halonu 1211.

## Historia
Gaśnice halonowe 1011 były używane od wczesnych lat 70. w lotnictwie amerykańskim. Były doceniane za brak właściwości dewastujących przy gaszeniu, jednak ich toksyczność była duża, a po ich użyciu obserwowano rosnące ogniska korozji. Pod koniec lat 70. USAF sfinansowało testy halonu 1211, i to wraz z pozytywnymi rezultatami podobnych testów w Europie doprowadziło do stopniowego zaniechania halonu 1011.
Gdy halon 1211 zdobywał popularność, społeczność międzynarodowa zaczęła łączyć szkodliwość emisji freonów i halonów oraz postępującą dziurę ozonową, a w 1985 podpisano pierwszy międzynarodowy traktat w sprawie ochrony warstwy ozonowej.

## Produkcja
Na podstawie protokołu montrealskiego (z 1987) z dniem 1 stycznia 1994 na świecie ustała produkcja halonu.

## Stan aktualny
Cały halon znajdujący się obecnie w obiegu pochodzi z zapasów wyprodukowanych przed 1994 r. Silne obostrzenia i wymogi prawne sprawiają, że gaśnice halonowe są drogie i używane w niewielu przypadkach. 

## Stan prawny
Prawo Unii Europejskiej dopuszcza do obrotu „krytyczne” produkty zawierające halon 1211 (w praktyce - dzisiejsze gaśnice halonowe) używane głównie w wojsku oraz lotnictwie (regulują to również międzynarodowe przepisy ICAO).
W chwili obecnej samoloty certyfikowane według FAA oraz EASA muszą mieć zainstalowane gaśnice halonowe na pokładzie. Zaletą gaśnic halonowych w lotnictwie oprócz ich skuteczności jest również, w razie użycia, neutralny wpływ na zwykle kosztowną elektronikę oraz awionikę. W chwili obecnej są już szukane alternatywne, mniej szkodliwe ekologicznie gaśnice dla lotnictwa i w przyszłości można się spodziewać stopniowego wypierania gaśnic halonowych przez inne gaśnice gazowe.